# Gullskjeret
Ne doit pas être confondu avec Gullskjeret (Bergen) ou Gullskjeret (Fjell).
Gullskjeret est une île norvégienne du comté de Hordaland appartenant administrativement à Hauglandshella.

## Description
Il s'agit d'un rocher désertique couvert d'une légère végétation qui s'étend sur environ 60 m de longueur pour une largeur approximative de 26 m. 